# فانتوماس الغاضب (فلم)
فانتوماس الغاضب (بالفرنسية: Fantômas se déchaîne)هو فيلم كوميدي بوليسي للمخرج الفرنسي أندري هونبال صدر سنة 1965.
فهو الفيلم الثاني من السلسلة الثلاثية للمخرج سبقه فيلم فانتوماس سنة 1964، وتبعه فيلم فانتوماس ضد سكوتلاند يارد.

## ملخص الفيلم
عندما يختفي البروفسور المشهور مارشان الذي اخترع أشعة التخاطر والتي بإمكانها التحكم في تفكير الإنسان، يشك الجميع في فانتوماس، ومن أجل أن يقبض الصحفي فاندور على المجرم الخطير، تنكر في صورة الصديق المقرب لمارشان البروفسور لوفافر، ولسوء الحظ قام فانتوماس بالتنكر في زي البروفسور للقبض على الجاني، وذلك في مؤتمر علمي في روما وهو ما يزيد في غموض القصة.